# Pfarrkirche St. Georgen am Reith

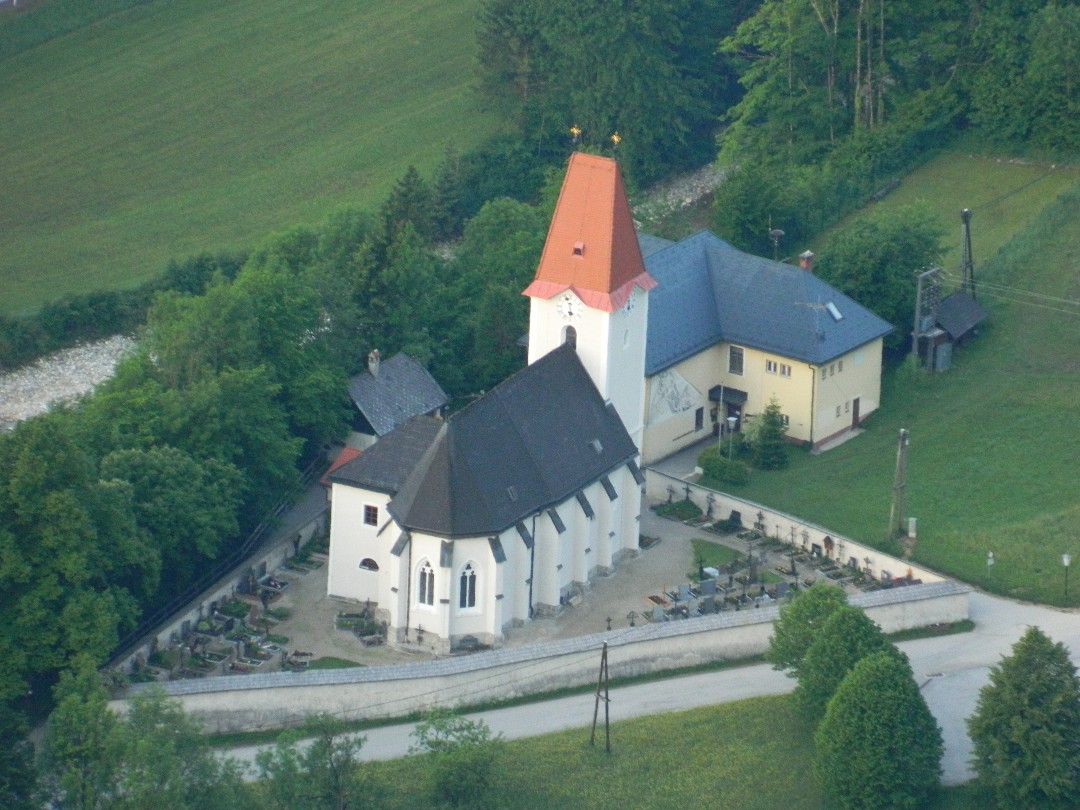
Katholische Pfarrkirche hl. Georg in St. Georgen am Reith

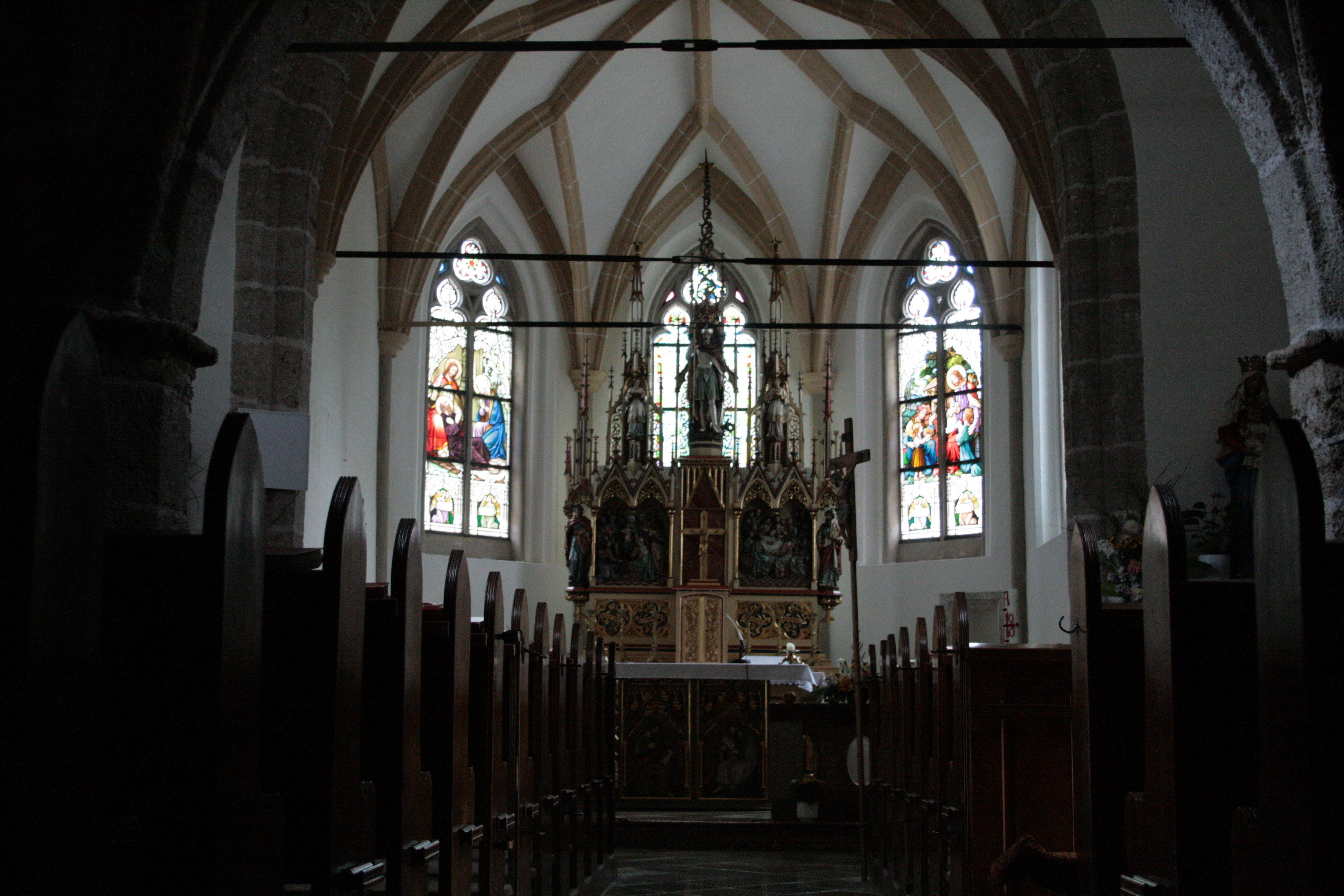
Langhaus, Blick zum Chor

Die Pfarrkirche St. Georgen am Reith steht hoch auf einem steil zur Ybbs abfallenden Felsplateau in der Gemeinde St. Georgen am Reith im Bezirk Amstetten in Niederösterreich. Die auf den heiligen Georg geweihte römisch-katholische Pfarrkirche gehört zum Dekanat Waidhofen an der Ybbs in der Diözese St. Pölten. Die Kirche steht unter Denkmalschutz (Listeneintrag).

## Geschichte
Urkundlich im 11. Jahrhundert zur Pfarre Aschbach gehörig. In der zweiten Hälfte des 12. Jahrhunderts war die Pfarre dem Bistum Passau inkorporiert. Im 13. Jahrhundert gehörte die Pfarre zu Hollenstein. Um 1500 Pfarrvikariat von Opponitz. Von 1537 bis 1628 protestantisch. Von 1628 bis 1717 wieder bei Opponitz, mit 1717 Vikariat.
Die gotische Kirche wurde 1683 und 1780 mit Zubauten und Umbauten barockisiert und 1901 regotisiert.

## Architektur
Die spätgotische Saalkirche mit einem vorgestellten massiven Westturm ist von einem Friedhof mit einer hohen schindelgedeckten Ummauerung mit einer Torhalle umgeben.
Das Kirchenäußere zeigt ein Langhaus unter einem hohen Dach, mit Strebepfeilern, kielbogigen Maßwerkfenstern aus dem Anfang des 16. Jahrhunderts, 1901 erneuert, südseitig sind Anbauten, ein rundes Treppentürmchen beim westlichen Strebepfeiler, eine Maria-Lourdes-Grotte aus 1901 mit Kannelurpilastern und einem floralen Rundbogenaufsatz und einem reich gestalteten Gitter aus 1924, eine Vorhalle mit einem gedrückten spätgotischen Spitzbogenportal. Der Chor mit einem Fünfachtelschluss hat Strebepfeiler mit gekehltem Wasserschlag und zweibahnigen Maßwerkfenstern aus 1901, südseitig am Chor steht eine zweigeschoßige Sakristei aus 1832 mit Eisenplattentüren. Der mächtige vorgestellte Westturm mit stumpfwinkeligen Uhrengiebel und einem hohen markanten Keildach hat ein Turmportal als verstäbtes Rechteckportal mit quer liegender Oberlichte, hochrechteckigen Fensteröffnungen, einen eingemauerten Köpfchenstein und eine Stein mit einem wappenhaltenden Männchen.
Das Monumentalkruzifix an der Nordseite des Turms entstand im 20. Jahrhundert.
Das Kircheninnere zeigt ein dreijochiges Langhaus unter einem Netzrippengewölbe mit Verschneidungen gekurvter Rippen in geometrischem Rastersystem und Verstäbungen aus dem Anfang des 16. Jahrhunderts, das Gewölbe ruht auf kräftig verstäbten überkreuzten Anläufen auf polygonalen Zackenkonsolstümpfen und in den Ecken eingestellten Diensten und an Schildrippen an den Langhauswänden. Die spätgotische Westempore auf zwei Polygonalpfeilern ist mit drei leicht spitzbogigen Arkaden geöffnet, die Empore ist mit Birnstabprofilen kreuzrippenunterwölbt. Die westlich vorgelagerte Turmhalle hat ein Parallelrippengewölbe. Der Triumphbogen ist eingezogen. Der breite einjochige Chor mit Fünfachtelschluss hat ein regotisiertes scharfkantiges Sternrippengewölbe auf Konsolen, im Polygon auf Runddiensten. Die spätgotische rechteckige Sessionsnische liegt rechts in der Chorpolygonwand. Die Sakristei und das darüber liegende Oratorium entstand 1832. Das spätgotische Südportal ist ein rechteckiges verstäbtes Schulterportal mit Wappenapplikatonen.
Die Rippenbemalung im Chor entstand 1901. Die neugotische Glasmalerei im Chor um 1900 mit Maßwerk/Rankendekor, Engeln sowie Szene Tod des hl. Josef sowie Lasset die Kindlein zu mir kommen 1901 schuf Ostermann und Hartwein.

## Ausstattung
Der Hochaltar um 1900 ist ein Nischenretabel mit Fialaufsätzen, er zeigt die Reliefs Epiphanie und Abendmahl, und trägt die Statuen Georg mit Engeln, sowie Peter und Paul.
Die Orgel in einem neugotischen Gehäuse baute Leopold Breinbauer 1912. Eine Glocke nennt Hans Winkler 1579.

## Grabdenkmäler
Außen
- Grabstein Matthias Peyerl 1867
- Priestergrabstein Josef Riener 1862